# USS Francovich (DE-379)
USS Francovich (DE-379) – amerykański niszczyciel eskortowy typu John C. Butler. Nigdy nie ukończony.
Jego patronem był Aviation Machinist`s Mate First Class Albert A. Francovich (1920-1942) odznaczony Krzyżem Marynarki Wojennej.
Okręt został przydzielony do budowy stoczni Consolidated Steel Corporation w Orange 31 maja 1944. Kontrakt na budowę został anulowany 6 czerwca 1944.
Nazwa „Francovich” została następnie przydzielona niszczycielowi eskortowemu USS "Francovich" (DE-606). Został on przerobiony w trakcie budowy na szybki transportowiec USS „Francovich” (APD-116).